# Мраморная бородатка
Мра́морная борода́тка (лат. Pogonophryne marmorata) — морская антарктическая донная рыба семейства бородатковых (Artedidraconidae) подотряда нототениевидных (Notothenioidei) отряда окунеобразных (Perciformes). Описана как новый для науки вид в 1938 году британским ихтиологом Джоном Роксборо Норманом (англ. John Roxborough Norman, 1898—1944). Латинское и русское названия виду даны из-за особенностей специфической мелкопятнистой мраморной окраски.
P. marmorata — типично донная рыба, одна из самых мелких бородаток в роде, её общая длина не превышает 21 см. Является эндемиком высокоширотной зоны Южного океана. Вероятно, эврибатный циркумполярно-антарктический вид, известный с шельфовых и батиальных глубин 140—1405 м. Кроме P. marmorata, род пуголовковидных бородаток (Pogonophryne) включает, как минимум, ещё 22 эндемичных для высокоширотной Антарктики видов.
Согласно схеме зоогеографического районирования по донным рыбам Антарктики, предложенной А. П. Андрияшевым и А. В. Нееловым, ареал вида находится в границах гляциальной подобласти Антарктической области.
Как и у других антарктических бородаток у P. marmorata имеется подбородочный усик, уникальная видоспецифичность строения которого является одной из важнейших характеристик в систематике семейства в целом и особенно в роде Pogonophryne. Как и всем прочим пуголовковидным бородаткам, этому виду свойственна очень крупная голова и отсутствие чешуи на теле (кроме боковых линий), а также жаберные крышки с крупным уплощенным шипом, загнутым вверх и вперед.
Мраморная бородатка главным образом может встречаться на относительно небольших шельфовых глубинах в уловах донных тралов в районе Южных Шетландских островов, Южных Оркнейских островов, а также в краевых морях атлантического и индоокеанского секторов Южного океана и в море Росса.

## Характеристика мраморной бородатки
Относится к группе видов «P. marmorata», которая характеризуется конической формой головы с коротким, сжатым дорсовентрально и суженным с боков рылом и наличием выступа в передней части глазницы, незаполненного глазным яблоком, а также узким межглазничным пространством (5—6 % стандартной длины рыбы).

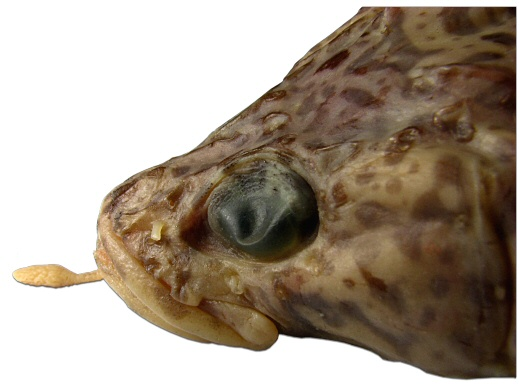
Особенности строения подбородочного усика и орбиты у мраморной бородатки из индоокеанского сектора Антарктики; самка, 180 мм TL (формалин)

От двух других видов группы отличается следующим комплексом признаков. Подбородочный усик светлый, относительно толстый и короткий (10—12 % стандартной длины рыбы), при отгибании его назад поверх рыла (при закрытом рте) достигает переднего края ноздри. Терминальное расширение изменчиво в длину, составляет от трети до половины и более длины усика (30—60 %), булавовидное, более или менее округлое в поперечном сечении и лишь слегка сжатое дорсовентрально, относительно широкое (его ширина в 2—3 раза меньше прилегающей части стебля и 5—7 раз меньше, чем длина усика), состоит из толстых, узорчато-гофрированных, продольно ориентированных высоких складок, плотно прилегающих друг к другу. Стебель усика голый. Нижняя челюсть заметно или незначительно выдается вперед: при закрытом рте на её вершине могут быть видны все ряды зубов, кончик языка не виден. У вершины нижней челюсти 2—4 ряда зубов, у вершины верхней челюсти 2—3 ряда зубов. Посттемпоральные гребни хорошо выражены. Спинной плавник у самцов очень высокий (до 31 % стандартной длины), с ярко выраженной передней лопастью; у самок высота плавника заметно меньше (около 17—18 % стандартной длины) и без лопасти. Верх головы и передняя часть спины перед первым спинным плавником покрыты небольшими (примерно равными диаметру зрачка) округлыми, овальными или червеобразно вытянутыми тёмно-коричневыми пятнами; брюхо и грудь тёмные, низ головы и горло более светлые, без пятен. Второй спинной плавник у самцов тёмный, местами почти чёрный в передней части, тёмно-серый или пестроватый в задней половине и светлеющий к верхнему краю; у самок более пёстрый плавник. Анальный плавник тёмный у основания и светлый вдоль внешнего края. Грудные плавники светлые с тёмными вертикальными полосами. Хвостовой плавник серовато-чёрный или сероватый, с беловатыми краями и с контрастным тёмным Т-образным пятном в средней части, а иногда с узкими вертикальными тёмными полосами. Ротовая полость и перитонеум серые.
В первом спинном плавнике 1—2 коротких мягких колючих луча; во втором спинном плавнике 25—27 лучей; в анальном плавнике 16—18 лучей; в грудном плавнике 18—20 лучей; в дорсальной (верхней) боковой линии 18—25 пор (трубчатых костных члеников), в медиальной (срединной) боковой линии 9—19 пор или костных члеников; в нижней части первой жаберной дуги тычинки расположены в 2 ряда: во внешнем ряду 9—12 тычинок, во внутреннем ряду 7—9 тычинок. Общее число позвонков 36—38.

## Распространение и батиметрическое распределение
Известный ареал вида охватывает прибрежные воды Южных Шетландских и Южных Оркнейских островов, моря Лазарева, Содружества, Дейвиса, Дюмон-Дюрвиля и море Росса. Известен с глубин 140—1405 м.

## Размеры
Вероятно, один из самых мелких видов рода Pogonophryne — самки достигают 210 мм общей длины (167 мм стандартной длины).

## Образ жизни
Образ жизни практически не известен. Питается мелкими ракообразными, главным образом мизидами и амфиподами, а также изоподами.

## Близкие виды группы «P. marmorata»
Вместе с двумя другими видами образует группу «P. marmorata», в которую входят также: плоскоусая бородатка (P. platypogon Eakin, 1988) и бородатка Скуры (P. skorai Balushkin et Spodareva, 2013). Валидность описанного недавно по неполовозрелой самке и ювенильному экземпляру вида P. minor Balushkin et Spodareva, 2013 подвергается сомнению. Эта форма рассматривается в качестве младшего синонима симпатричного ей вида P. marmorata.